# Grøn afgift
Grøn afgift er en afgift, der af det offentlige lægges på et område eller en ydelse for derved at gavne miljøet, normalt fordi afgiften formodes at nedbringe forbrugsomfanget ved at hæve prisen på ydelsen. I visse tilfælde kan afgiften dog begrundes med, at den skal dække udgifter relateret til miljøet, som f.eks. affaldshåndtering eller rensning. Afgifternes størrelse kan desuden være bestemt af fiskale hensyn.
Der er 3 kategorier af grønne afgifter :
- Energiafgifter
- Transportafgifter
- Miljøafgifter

Disse afgifter udgør ca. 5 % af Danmarks BNP.
Benzinafgift og registreringsafgift på nye biler er eksempler på afgifter.
I Danmark forelagde regeringen Anders Fogh Rasmussen den 21. august 2007 en skattepakke med skattelettelser for 10 mia. kr., der i hovedsagen skulle finansieres ved højere grønne afgifter. Denne linje blev fulgt op af regeringen Lars Løkke Rasmussens Forårspakke 2.0 fra 2009, hvor man igen brugte energiafgifter til at finansiere lettelse af skatten på arbejde. Som følge heraf er energiafgifternes andel af BNP steget markant. Regeringen Helle Thorning-Schmidt har videreført linjen, bl.a. ved at femdoble NOx-afgifterne, som blev indført af VK-regeringen. 